# Herbert Frederick Kergin
Pour les articles homonymes, voir Kergin.
Herbert Frederick Kergin  (8 juillet 1885-28 août 1954) est un homme politique canadien de la Colombie-Britannique. Il est député provincial de la libéral de la circonscription britanno-colombienne de Atlin de 1920 à 1933.

## Biographie
Né à St. Catharines en Ontario, Kergin étudie à l'Université Victoria de l'Université de Toronto. 